# Odeur de vieux
L'odeur des personnes âgées, ou l'odeur de vieux, est l'odeur caractéristique des personnes âgées. Comme c'est le cas chez de nombreuses autres espèces animales, l’odeur humaine évolue au fil du temps et connaît des étapes distinctes en fonction des changements chimiques initiés par le processus de vieillissement. Les recherches suggèrent cette variabilité olfactive permet aux humains de déterminer l’adéquation des partenaires sexuels potentiels en fonction de l’âge (en plus des autres facteurs de sélection).

## Biologie
Une étude a suggéré que l'odeur des personnes âgées pourrait être le résultat du non-2-énal, un aldéhyde insaturé associé aux altérations de l'odeur corporelle humaine au cours du vieillissement. Une autre étude ne parvient pas à détecter le non-2-énal, mais a trouvé des concentrations significativement accrues de benzothiazole, de diméthylsulfone et de nonanal chez les sujets plus âgés. D'autres hypothèses explicatives ont également été avancées, telles que le changement de la composition en acides gras monoinsaturés des lipides de la surface cutanée et l'augmentation des peroxydes lipidiques associée au vieillissement.
En 2012, le Monell Chemical Senses Center de Philadelphie (États-Unis) a publié un communiqué de presse affirmant que la capacité humaine à identifier des informations telles que l'âge, la maladie et l'adéquation génétique à partir de l'odeur est responsable de « l'odeur distinctive de vieux monsieur ». Le neuroscientifique sensoriel Johan Lundström a déclaré : « Les personnes âgées ont une odeur perceptible sous les aisselles que les personnes plus jeunes considèrent comme assez neutre et pas spécialement désagréable ».

## Au Japon
Au Japon, où une grande valeur sociale est accordée à la toilette personnelle, l'odeur de personne âgée est connue sous le nom de 加齢臭 (kareishū), et des savons anti-odeurs haut de gamme spécifiques, censés effacer cette odeur, sont vendus aux consommateurs plus âgés.
 